# Alloplectus tessmannii
Alloplectus tessmannii là một loài thực vật có hoa trong họ Tai voi. Loài này được Mansf. mô tả khoa học đầu tiên năm 1936.